# Streyminbrug
De Streyminbrug (Faeröers: Brúgvin um Streymin) is een verkeersbrug over de Sundini zeestraat op de Faeröer bij de plaats Norðskáli. De brug verbindt de eilanden Streymoy en Eysturoy met elkaar. De brug is onderdeel van landsveg 10, de enige wegverbinding tussen de hoofdstad Tórshavn en de noordelijke eilanden.